# Mafia albanaise
 (novembre 2020).
- Si vous ne connaissez pas le sujet, laissez ce bandeau (vous pouvez alors contacter les auteurs).
- Si vous supprimez le contenu mis en cause (vous pouvez préalablement contacter les auteurs),

argumentez précisément cette suppression dans la page de discussion
(un manque de référence n'est pas un argument ; une recherche réelle de référence doit avoir été effectuée, être formellement documentée).
« Mafia albanaise » et « crime organisé albanais » sont des expressions générales utilisées pour désigner diverses organisations criminelles basées en Albanie, Kosovo et en Macédoine ainsi que leurs ramifications à l'étranger et les organisations criminelles composées d'Albanais. Elle joue un rôle important dans la distribution de l'héroïne et de cocaïne en Europe, ainsi que dans plusieurs activités criminelles telles que le trafic d’armes de guerre, le proxénétisme et le trafic d'êtres humains.

## Historique
Les membres sont soumis à un code d'honneur, le Kanun du XVe siècle écrit par Lekë Dukagjini. Selon ce code d'honneur qui régit tous les aspects de la vie comme le mariage, la famille et la propriété, il est impossible de revenir sur la parole donnée. Le Kanun a régi la vie quotidienne des clans du Nord et de l'Est du pays jusqu'au XXe siècle et a codifié la pratique de la vendetta, appelé Gjakmarrja (vengeance). De cette époque, les mafieux albanais ont conservé une certaine ruralité, une loi du silence efficace et un sens aigu des liens du sang. 
Jusqu'à la chute du communisme en 1990, la vie et les pratiques de ces mafieux avaient peu changé depuis la Guerre froide. Le marché noir était très développé. Ils se sont depuis adaptés aux nouvelles méthodes. Ils ont commencé à s'expatrier au début des années 1990 et le mouvement migratoire s'est poursuivi après la guerre du Kosovo.
Les guerres des Balkans transformeront le Kosovo en une vaste zone de non-droit avec pour conséquence la revitalisation des groupes mafieux albanais. 
Concernant la drogue dure, les clans Albano-Kosovars semblent avoir acquis une position dominante, parfois monopolistique, dans le trafic international d'héroïne, celui de la cocaïne étant partagé avec les « leaders » mondiaux que sont les Cartels mexicains et surtout colombiens. Depuis le début des années 1990, en effet, le système criminel en vigueur en Italie et en Europe de l'Ouest a considérablement évolué. Les Turcs ont conservé le monopole du marché en gros de l'héroïne, mais ont cédé aux Albanais, principalement kosovars, le contrôle de l'acheminement vers l'Ouest. Cette nouvelle configuration nécessite des centres de stockage, situés principalement en Hongrie, mais également en République Tchèque et en Bulgarie, principales plaques tournantes de la mafia albanaise à l'Est. D'après un rapport d'Interpol daté de novembre 1997, « les Albanais du Kosovo détiennent la plus grande part du marché d'héroïne en Suisse, en Autriche, en France, en Allemagne, en Hongrie, en Tchéquie, en Norvège, en Suède, en Pologne et en Belgique », et ils représenteraient à eux seul près de 15 % des arrestations d'Interpol pour le trafic de drogue. En avril 1999, les brigades anti-mafia de Bulgarie signalaient une véritable explosion du trafic d'héroïne depuis le début de la guerre du Kosovo. Les policiers anti-drogue et les experts d'Interpol sont impressionnés par les quantités phénoménales de drogue saisies auprès des réseaux albanais.[réf. souhaitée]
La Suisse, qui accueille environ 200 000 réfugiés albanais (deuxième communauté immigrée du pays), est l'une des principales plaques tournantes du trafic de drogues et d'armes vers l'Allemagne, l'Autriche, la Hongrie et la Tchéquie, où la police soupçonne les nombreux vendeurs et fabricants albanais de bijoux en or de procéder au blanchiment de l'argent du trafic. Le 10 décembre 1998, le quotidien londonien The Independent révélait que les mafieux albanais contrôlaient 80 % du marché suisse de l'héroïne. Ce sont d'ailleurs près de 2 000 Albanais du Kosovo qui croupissent actuellement dans les geôles helvétiques pour trafic de stupéfiants. La Scandinavie est devenue une zone de refuge pour les criminels albanais. Plusieurs trafics de drogue dirigés par de jeunes Kosovars ont été démantelés au cours de l'année 1999. De fait, d'après un rapport de 24 pages des services de renseignement de l'OTAN révélé par le Washington Times du 5 juin 1999, les liens entre la mafia albano-kosovare, l'UÇK et l'actuel boom de l'héroïne en Occident ne fait plus aucun doute. D'après ce rapport, « de nombreux membres de l'UÇK sont plus ou moins impliqués dans le marché juteux de l'héroïne. La route des Balkans générerait plusieurs dizaines de millions de dollars américains par an ».
D'une manière générale, Il existe dans l'aire albanophone une importante production de marijuana. L'Albanie serait devenue le premier producteur de marijuana en Europe, avec une production estimée entre 100 et 150 tonnes (2005). Celle-ci est exportée principalement vers l’Italie par l'intermédiaire des réseaux de passeurs de migrants et vers la Grèce.
Xavier Raufer explique : « Tous les pays ont un "milieu" criminel. Peu nombreux sont cependant ceux qui ont suscité une authentique mafia, une société secrète permanente dotée de rites d'initiation, d'une loi du silence et pratiquant un recrutement clanique ». Il y aurait 50 000 à 100 000 membres qui opéreraient en Albanie et dans le monde entier. Chaque clan aurait environ entre 250 et 500 membres pour les plus petits, et jusqu'à 2 000 membres pour les plus grands, au Kosovo et en Macédoine du Nord.
Les clans du crime albanais sont organisés selon les anciennes règles de la vie rurale. Le chef de chaque clan reçoit l'allégeance d'un groupe de vassaux qui ont souvent des liens de sang avec lui. Ils se réunissent en comité, nommé « Bajrak », où l'on discute de nouvelles entreprises. La loi du silence est censée être inviolable.

### Kompania Bello
En septembre 2020, une vaste opération de police menée dans plusieurs pays européens démantèle un réseau de contrebande de cocaïne albanais. Le groupe « Kompania Bello » était l'un des réseaux les plus actifs de trafic de cocaïne vers l'Europe depuis l'Amérique du Sud, selon Europol. Le réseau aurait fonctionné sur toute la chaîne d'approvisionnement, de l'expédition à la revente. Des centaines de policiers ont mené les raids coordonnés au cours desquels 4 tonnes de cocaïne et 5,5 millions d'euros (6,5 millions de dollars) ont été confisqués. Europol a déclaré que les personnes arrêtées étaient accusées de trafic international de stupéfiants, de possession illégale de drogues, ainsi que de crimes violents, y compris de meurtre.
Cette enquête longue de cinq ans, menée par la police de Florence (Italie) et baptisée « Los Blancos », est considérée, selon Europol, comme « la plus grande du genre jamais menée contre le crime organisé albanophone » à ce jour, avec 84 personnes appréhendées au fil des ans.
Selon le bureau du procureur de Florence, Kompania Bello est un cartel composé de 14 organisations criminelles albanaises impliquées dans le trafic de drogue et fonctionnant depuis au moins 2014 en Équateur, aux Pays-Bas, en Belgique, en Albanie et en Italie. Bénéficiant d'une relation privilégiée avec les producteurs de cocaïne sud-américains, Kompania Bello a permis à ses membres d'importer et de distribuer de grandes quantités de drogue d'Amérique du Sud via les ports néerlandais et belges. Les membres du réseau bénéficiaient d’un réseau d’agents publics corrompus chargés de surveiller les cargaisons dans les ports à différentes étapes du voyage.
Kompania Bello se vantait d'une solide hiérarchie, les chefs de cartel recrutant au sein de la vaste communauté de la diaspora albanaise aux Pays-Bas et en Italie. Leur capacité d'intimidation impose un pacte de silence au cas où l'un des collaborateurs serait arrêté, se basant sur la capacité de se venger sur les membres de leur famille.
Le succès de Dritan Rexhepi, dirigeant du cartel repose sur sa relation avec le trafiquant équatorien Cesar Emilio Montenegro Castillo, également connu sous le nom de « Don Monti » et qui est lié au cartel de la drogue colombien Norte dell Valle et à Sinaloa d'El Chapo au Mexique. Selon les documents du tribunal, Rexhepi a assuré sa bonne réputation avec Montenegro Castillo non seulement en raison de ses capacités avérées en tant que trafiquant de drogue, mais parce qu'il avait réussi à concurrencer les organisations criminelles chinoises dans le transfert d'argent de la drogue. En règle générale, les paiements en espèces pour la cocaïne aux Pays-Bas et au Royaume-Uni étaient versés aux trafiquants d'Amérique du Sud par des personnes liées à ces organisations chinoises, sans transfert physique d'argent entre l'Europe et l'Amérique du Sud. Le désavantage étant que les trafiquants chinois facturent des taux de commission élevés. Rexhepi a cherché à éliminer les intermédiaires en utilisant des courriers de fonds et de multiples petits transferts via Western Union. Dans un cas, après une dénonciation de la police italienne, deux passeurs albanais avaient été arrêtés à l’aéroport équatorien de Guayaquil, transportant 350 000 euros en espèces.
Estimer les revenus du trafic de drogue est notoirement difficile mais, les procureurs ont estimé que l'une des sous organisation distribuait au moins 50 kilos par semaine, soit un chiffre d'affaires annuel de 70,2 millions d'euros. Les procureurs estiment que Rexhepi a trafiqué au moins 2 368 kilos de cocaïne en 2016 et 3 654 kilos en 2017. Avec un prix de gros moyen de 23 500 euros le kilo, les revenus pour les deux ans sont estimés à 141 millions d'euros.

## Activités

Carte des lieux de production de l'héroïne dans le monde

Des criminels albanais sont implantés aux États-Unis (où un réseau nommé « la Corporation » serait impliqué dans les jeux clandestins) et dans les pays de l'Union européenne et participent à divers trafics d'armes et de stupéfiants, mais aussi de proxénétisme, avec une cruauté reconnue (violences, tabassages, représailles, meurtres). 
- Trafic de drogue : l'Albanie est devenue une plaque tournante du trafic de drogue, pas seulement l'héroïne afghane, puisque les narco-trafiquants colombiens connaissent désormais les portes des Balkans. Il semblerait qu'elle contrôle plus de 70 % de l'héroïne en Suisse, en Autriche, en Allemagne et dans les pays scandinaves[1].

- Lazarat est le plus vaste domaine de production de cannabis et de haschish en Europe.[Quand ?]
- Racket : la collecte de l'impôt révolutionnaire a permis à ces réseaux d'acquérir un « savoir-faire » incomparable dans le racket[1].
- Trafic de cigarettes : il semblerait que ce trafic soit couvert par les plus hautes autorités locales albanaises et soit largement alimenté par un embargo[1].
- Trafic d'armes : les filières albano-kosovares alimentent également le trafic d'armes grâce aux stocks pillés durant l'insurrection de Tirana. Elles s'approvisionnaient en Allemagne de l'Est à l'époque communiste ou encore auprès des mafias russes et italiennes implantées en Suisse, en Belgique et en Italie[11].
- Proxénétisme : Industrie du sexe avec des femmes des pays de l'Est dans toute l'Europe comme la France (Paris, Nice...), le Royaume-Uni, la Suisse, la Scandinavie, l'Allemagne… la plupart du temps travaillant dans des conditions inhumaines. Elles sont attirées par des promesses d’une vie meilleure en Europe ou par la drogue. À Paris, en 2000, le chiffre de prostituées travaillant pour la mafia albanaise serait de 600 à 700[12].
- Trafic d'êtres humains : une des sources de revenu de cette mafia est aussi le trafic d'êtres humains. Les groupes criminels mettent à profit leur savoir-faire pour guider les migrants clandestins, moyennant finance[13],[1]. Lors de la crise migratoire en Europe, un rapport de l'agence européenne Frontex montre ainsi que les faux papiers donnés aux migrants proviennent en premier lieu d'Albanie[14].

## Mafia albanaise à l'international
Un rapport officiel d'Europol de novembre 2001 évalue à 40 % l'héroïne distribuée en Europe par des Albanais. Ceux-ci seraient également impliqués dans le transport de 40 % supplémentaires. 

### Autriche
En 2000, près de 40 % des revendeurs d'héroïne arrêtés dans le pays seraient d'origine albanaise.

### Belgique
Selon le département de la police belge spécialisé dans le crime organisé albanais, les clans mafieux albanais dominent et sont leaders dans le commerce illégal de la vente d'héroïne ainsi que dans la traite des êtres humains. Les gangs albanais sont répartis dans toute l'Europe, et la police ajoute que la brutalité des réseaux de prostitution albanais est de notoriété publique, et qu'ils dominent le trafic d'êtres humains en Europe de l'Ouest. Ils sont connus pour être très violents.
La Belgique est considérée comme l'un des pays les plus importants pour le trafic d'êtres humains. Étant le dernier port avant l'entrée en Grande-Bretagne, il est considéré comme l'« Eldorado de l'immigration clandestine ».
On estime que jusqu'à 100 000 immigrés clandestins ont été transférés en Belgique par des Albanais. Certains observateurs estiment que ce nombre ne représente que les immigrants illégaux dans la seule ville de Bruxelles[réf. nécessaire].

### France
En 2000, des réseaux de proxénètes albanais sont démantelés à Nice, Toulouse, Strasbourg, Metz et Nancy. À la même époque, la brigade de répression du proxénétisme de Paris indique démanteler une ou deux équipes de proxénètes albanais chaque mois.
En 2015-2017, la presse constate que la mafia albanaise détient une part importante du marché de la drogue à Lyon et Annecy,,.
En juin 2019, la police interpelle à Toulouse une dizaine de personnes soupçonnées d'appartenir à un réseau de proxénètes albanais ultra violents. En octobre 2018, des personnes apparentées à ce même réseau avaient été jugées à Bordeaux et condamnées à des peines de 30 mois à 5 ans de prison ferme.

### Israël
Le gouvernement israélien a confirmé sa crainte que la mafia albanaise ait étendu ses tentacules dans le système bancaire du pays. L'agence de renseignement israélienne a appelé à une coopération étroite entre Israël et l'Albanie à lutter contre le blanchiment d'argent. Ministre de la Justice, le Dr Guy Rotkopf notait, « il s'agit d'une étape importante dans la coopération internationale entre nos deux pays pour lutter contre le blanchiment d'argent avec la force de la loi et d'approfondir les relations entre Israël et d'autres pays ».

### États-Unis

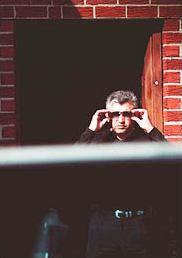
Photographie prise par les autorités albanaises du parrain Alex Rudaj le 15 avril 2003 à New York.

Un groupe criminel appelé l'organisation Rudaj ou Corporation du nom de son parrain qui travaillait pour la famille de la mafia italienne Gambino est arrivé à s'imposer avec l'accord des familles italiennes rivales, dans le district du Queens à New York contre la famille de la Cosa nostra Lucchese. Le règne de cette « famille » a commencé en 1993, leur implantation à New York a fait grimper la jauge de criminalité avec notamment une guerre des clans qui aura duré un peu plus d'un an. Malgré cette attaque la famille Lucchese faisant partie des 5 familles dominantes de la mafia italo-américaine resta bien implantée.

### Canada
La mafia albanaise est fermement établie dans les villes canadiennes telles que Toronto, Montréal et Vancouver. Les Albanais sont impliqués dans diverses activités de cols blancs, telles que la fraude immobilière et les soins de santé. En outre, ils exercent des activités transfrontalières entre les États-Unis et le Canada, notamment le trafic de drogue et le blanchiment d’argent. Un rapport du Service canadien du renseignement de sécurité a noté que, bien que le crime organisé au Canada ait évolué vers des structures plus multiethniques et plus souples, le terme « mafia » n’est utilisé que pour identifier les « trois grands », qui ont des structures hiérarchiques ethniquement, racialement et culturellement homogène : les mafias italiennes, albanaises et russes. 

### Pays-Bas
Les Albanais aux Pays-Bas ont été impliqués dans de nombreux cas de vols et d'assassinats. Une affaire récente est celle de Durim Gremaj. Il a été recherché par la police néerlandaise. En outre, il a été un des premiers ayant réussi à introduire une arme à feu dans un tribunal.
En 2019, après qu'une majorité du parlement néerlandais a voté en faveur d'une mesure visant à suspendre l'exemption de visa pour les Albanais, le gouvernement néerlandais présente la même demande auprès de la Commission européenne. Selon EURACTIV, « les législateurs néerlandais estiment que la mafia albanaise est libre de circuler librement à travers l’Europe en raison du régime d’exemption de visa, en place depuis plus de dix ans. »

### Royaume-Uni
Les Albanais ont largement investi le quartier de Soho à Londres au détriment des Jamaïcains. Les fonds proviendraient du blanchiment du trafic de drogue[réf. nécessaire]. Scotland Yard estime que les gangs albanais contrôlent près de 75 % de la prostitution à Soho. Les personnes impliquées dans ces réseaux sont pour la plupart des femmes et des enfants victimes de formes modernes d'esclavage, enlevées et manipulées par leurs patrons. Rien qu'à Soho, en 2004, plus de 18 millions d'euros, fruit de l'exploitation de près de 1000 prostituées, retournent en Albanie[réf. nécessaire].
La mafia albanaise et la mafia italienne contrôleraient, selon une étude anglaise, 55 % du marché de la cocaïne et 68 % du marché de l'héroïne en Angleterre[réf. nécessaire].

### Scandinavie
Les clans mafieux albanais en Norvège, en Suède, et au Danemark sont soupçonnés d'être impliqués dans la contrebande d'armes, la prostitution, la contrebande d'héroïne et les vols à main armée. Le cas le plus célèbre est le cambriolage dans la célèbre attaque de NOKAS (Norsk service kontant AS) pour un montant de 10 millions de dollars américains le 4 avril 2004.
En 2004, la police danoise estime que les groupes albanais importent entre 80 % et 90 % de l’héroïne consommée dans le pays.

### Suisse
La Suisse, qui accueille environ 200 000 ressortissants albanais[réf. nécessaire] [Quand ?], est l'une des principales plaques tournantes du trafic de drogues et d'armes vers l'Allemagne, l'Autriche, la Hongrie et la République tchèque[réf. nécessaire]. En 1998, les mafieux albanais contrôlaient 70 % du marché suisse de l'héroïne. À Lausanne en 1998, sur 700 personnes interpellées en lien avec le trafic de drogues, 60 % étaient d'origine balkanique. Ce sont près de 2 000 Albanais du Kosovo qui sont dans les geôles suisses pour trafic de stupéfiants[réf. souhaitée][Quand ?]. En 2009, les Albanais, Kosovars et Monténégrins albanophones contrôlent l'intégralité du trafic, y compris le trafic de rue.

### Tchéquie
Arrêté le 23 février 1999 par la police tchèque, le « parrain » kosovar Princ Dobroshi avoue, selon un rapport du BIS (service de sécurité tchèque) publié le 12 mars dans les journaux praguois[réf. souhaitée], que « le trafic servait à financer des achats d'armes livrées à l'Armée de Libération du Kosovo ».
D'après un rapport de 24 pages des services de renseignement de l'OTAN de 1999, les liens entre la mafia albano-kosovare, l'UÇK et l'actuel boom de l'héroïne en Occident ne fait aucun doute. D'après ce rapport, « de nombreux membres de l'UÇK sont plus ou moins impliqués dans le marché juteux de l'héroïne. La route des Balkans générerait plusieurs dizaines de millions de dollars par an ».